# 大川きょう子
大川 きょう子（おおかわ きょうこ、旧名：中川 恭子、旧姓：木村、1965年（昭和40年）8月22日 - ）は、日本の元宗教家、元政治活動家。元幸福実現党党首（第2代）。東京大学文学部卒業。秋田県出身。

## 経歴
秋田県出身。矢島町立矢島小学校、秋田大学教育学部附属中学校、東京学芸大学附属高等学校卒業。東京大学文学部卒業。大学在学中に幸福の科学へ入信し、卒業前の1987年（昭和62年）より天上界からの啓示を受けたとされ、大川隆法の勉強会に参加し後に隆法と結婚。
大川隆法との間には3男2女を儲け、1989年（平成元年）に長男の大川宏洋を出産。また幸福の科学内では主宰補佐・総裁補佐・アフロディーテ会会長・副総裁・立宗名誉補佐・名誉相談役を歴任するとともに、アフロディーテ・文殊菩薩・ナイチンゲールの生まれ変わりとされていた。
2009年（平成21年）6月4日、幸福実現党の党首となり同年7月29日まで務めた。2012年（平成24年）11月13日、隆法と離婚。

## 著書
- 『愛を与えることの幸福』（海竜社、1991年7月）
- 『開運の方法 輝く人生を創るために』（幸福の科学出版、1991年12月）
- 『ひとにぎりの愛を 幸福の種子をあなたへ』（幸福の科学出版、1992年7月）
- 『母としての幸福 天使を育てるよろこび』（幸福の科学出版、1993年10月）
- 『ほんとうの自分をさがして 幸福への招待』（幸福の科学出版、1994年6月）
- 『運命を開く鍵 新しい人生への旅立ち』（幸福の科学出版、1994年10月）
- 『母親の価値ある仕事 天使を育てる心がまえ』（幸福の科学出版、1995年5月）
- 『未来への贈りもの 知的女性をめざして』（幸福の科学出版、1996年8月）
- 『天使を育てる教育法　愛いっぱいの子育ての智恵』（幸福の科学出版、1996年12月）
- 『守護霊の秘密 あなたを幸福に導く霊界の真実』（幸福の科学出版、2006年8月）
- 『人生すべてに学びあり 女性の美しさを輝かせるために』（幸福の科学出版、2007年8月）
- 『「幸福実現党」党首の決断 - 5児の母として、日本最強の妻として』（幸福の科学出版、2009年7月）
- 『未来をはぐくむ教育法 学校教育に求められるもの』（幸福の科学出版、2009年8月）